# Henry Heimlich

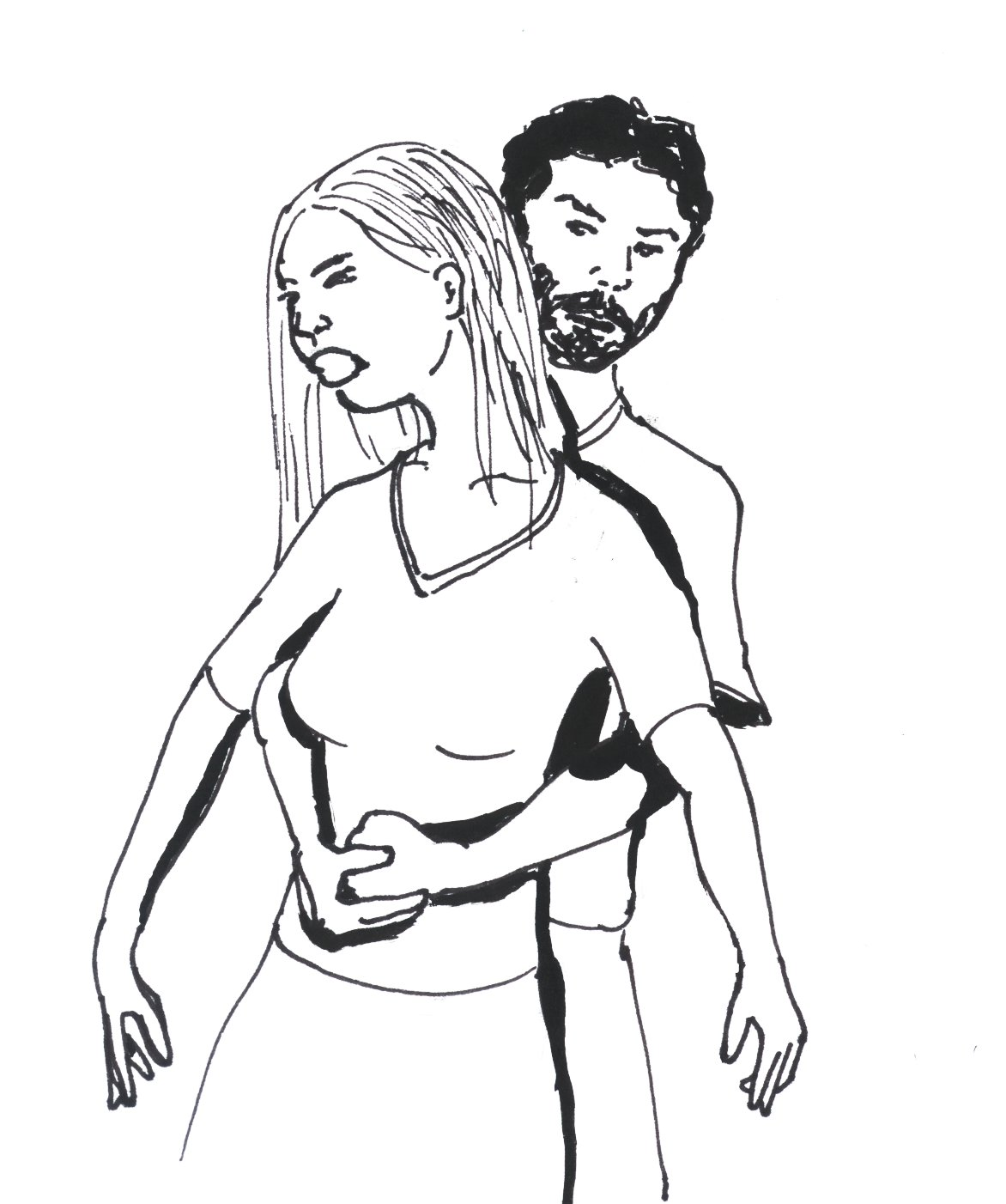
Rękoczyn (chwyt) Heimlicha

Henry Judah Heimlich (ur. 3 lutego 1920 w Wilmington, zm. 17 grudnia 2016 w Cincinnati) – amerykański lekarz.
Urodził się w rodzinie żydowskiej, jako syn Mary z domu Epstein i Philipa Heimlicha. Rodzina jego matki pochodziła z Rosji, natomiast ojca z Węgier.
Studiował na Uniwersytecie Cornella. Jest autorem wielu medycznych innowacji. Jednym z jego wynalazków jest tzw. zastawka Heimlicha. Wymyślił ją służąc w marynarce wojennej w czasie II wojny światowej, gdzie był świadkiem ran postrzałowych w pierś. Aby powietrze nie dostawało się do jamy opłucnowej, która otacza płuco i utrzymuje je „przyssane” do ściany klatki piersiowej, dren z jednokierunkową zastawką umożliwia oddychanie. Zastawkę Heimlicha wprowadzono do szerokiego użycia w 1964 roku.
W czerwcu 1974 roku opublikował w amerykańskim magazynie medycznym wymyśloną przez siebie technikę pomocy przedlekarskiej w przypadku zadławienia; nazwany od jego nazwiska rękoczynem Heimlicha.
Chociaż w latach 70. przeprowadzał testy skuteczności metody, która uratowała życie tysiącom ludzi, to sam tylko raz – u schyłku swojego życia – znalazł się w sytuacji prawdziwego zagrożenia życia zakrztuszeniem. W maju 2016 roku 96-letni Henry Heimlich zastosował swoją metodę po raz pierwszy w praktyce ratując życie 87-letniej kobiecie, która zakrztusiła się hamburgerem w domu dla emerytów w Cincinnati w amerykańskim stanie Ohio.